# Il nemico invisibile (film 2014)
Il nemico invisibile (Dying of the Light) è un film del 2014 scritto e diretto da Paul Schrader, con protagonista Nicolas Cage.

## Trama
Evan Lake è un pluridecorato agente della CIA assegnato, dopo anni di servizio operativo, a un lavoro d'ufficio presso la sede centrale dell'Agenzia a Langley. Qui coopera e frequenta il suo protetto e amico Milton Schultz.
La vita di Evan Lake è segnata da un'operazione da lui compiuta 22 anni prima: Lake venne catturato dal terrorista Muhammad Banir e da questi torturato e seviziato al fine di vedersi rivelare il nome di una talpa della CIA che credeva operasse nella sua organizzazione criminale. Durante l'operazione di liberazione venne rinvenuto il corpo decapitato di un uomo, che venne accreditato essere di Banir, che quindi verrà considerato ucciso in quel momento. Solo Lake non vi crede e per anni ha continuato a ricercarlo ma senza esiti positivi.
Evan Lake è al termine della carriera, stretto tra la propria convinzione dell'esistenza in vita di un suo antico avversario, il terrorista Banir creduto da tutti morto anni prima, e i vertici dell'Agenzia che considerano questa credenza una conseguenza della patologia degenerativa di carattere neurologico cui il protagonista è affetto.
Milton Schultz, un suo collega giovane e amico, scopre una pista che può confermare l'esistenza in vita di Banir e da qui prende avvio la caccia privata di Lake e Milton. La svolta proviene dalla Romania: a Bucarest, i servizi di sicurezza seguono un cittadino keniano che trasporta una misteriosa chiavetta USB. Ne nasce un inseguimento al termine del quale il ricercato si suicida, ma la memoria digitale viene recuperata ed analizzata dai servizi di intelligence romeni. Dell'analisi viene interessata anche la CIA ed emerge la presenza di ricette mediche di un farmaco sperimentale per il trattamento della talassemia, malattia che geneticamente affligge la famiglia di Banir. La pista viene acquisita da Milton, che interessa quindi Lake. I vertici della CIA non intendono procedere, convinti che Banir sia morto da tempo, anzi esautorano Lake avendo scoperto che è affetto da demenza frontale temporale ed essendo quindi diventato una passività per l'Agenzia.
I farmaci sperimentali sono destinati a un anonimo cliente residente in Kenya e provengono dal dottore Iulius Cornell, professore dell'Università di Bucarest. Il sospetto è che Banir stia ordinando le spedizioni del medicinale attraverso intermediari.
Lake e Milton decidono di procedere autonomamente alla ricerca del terrorista e partono alla volta di Bucarest, dove trovano ad attenderli Michelle Zuberai, una vecchia amica di Lake in grado di offrire loro ausilio e supporto nell'agire nel paese est-europeo.
I tre si muovono immediatamente verso il medico Iulius Cornell che ammette che da tempo prescrive medicinali all'anonimo paziente dietro un pagamento di denaro, ma anche per il timore di ritorsioni contro la famiglia della propria moglie che è proprio di origini keniote.
Lake e Milton, dopo aver neutralizzato il nuovo intermediario inviato in Romania da Banir ed avere acquisito le informazioni necessarie, decidono di procedere oltre preparandosi per andare in Kenya e incontrare il paziente. Qui Lake, che si spaccia per il dottore rumeno, riesce a incontrare Banir. Neutralizzata la sua guardia del corpo, Lake si rivela e dialoga con Banir, mettendo a nudo la sua identità, ma evidenziando anche la sua precaria salute, affrontando una manifestazione secondaria della sua malattia. Una volta ripresosi, pur avendone l'opportunità, Lake desiste dall'intento di uccidere Banir, lasciandolo invece alla sua sorte, in realtà già segnata anche per lui dalla malattia oramai allo stadio terminale e, ora, senza possibilità di cura.
Rientrato in albergo assieme a Milton, durante un momento di relax nella zona piscina vengono attaccati da uomini armati inviati da Banir per eliminarli. Milton rimane ferito, mentre Lake, dopo aver eliminato gli avversari, raggiunge nuovamente la città e l'alloggio di Banir e lo uccide.
Sulla strada di ritorno verso l'albergo, conscio del calvario che dovrà affrontare con la malattia degenerativa e oramai appagato dall'avere ottenuto realmente la fine dell'antico nemico, si lascia andare con l'autovettura verso un altro mezzo che procede dal senso di marcia opposto.

## Produzione
Inizialmente il progetto prevedeva la regia di Nicolas Winding Refn, rimasto poi nel progetto come produttore esecutivo, con protagonisti Harrison Ford e Channing Tatum.
Il budget del film è stato di circa 15 milioni di dollari.
Le riprese del film sono iniziate il 27 gennaio e sono terminate il 9 marzo 2014 e si sono svolte tra Romania ed Australia.

### Disconoscimento di cast e regista
Dopo la diffusione di poster e trailer il regista Paul Schrader, il produttore esecutivo Nicolas Winding Refn ed i protagonisti Nicolas Cage e Anton Yelchin hanno pubblicamente disconosciuto la versione finale del film che sarà distribuita, a causa di un montaggio realizzato dai produttori senza il benestare né la supervisione del regista.

## Distribuzione
Il primo trailer del film viene diffuso il 16 ottobre 2014.
La pellicola è stata distribuita nelle sale cinematografiche statunitensi ed in video on demand a partire dal 5 dicembre 2014 e in Italia dal 9 luglio 2015.

### Divieto
Negli Stati Uniti d'America il film è vietato ai minori di 17 anni non accompagnati per la presenza di violenza e linguaggio scurrile.